# Théâtre municipal de Seinäjoki
Le théâtre municipal de Seinäjoki (en finnois : Seinäjoen kaupunginteatteri) est un bâtiment à Seinäjoki en Finlande.

## Présentation
Le théâtre municipal de Seinäjoki compte quatre scènes. 
La scène principale est la salle Alvar de 429 places.
En outre, le théâtre dispose du studio Elissa de 100 places nommé en l'honneur d'Elissa Aalto, de la salle Verstasteatteri de 60 places et d'un restaurant-théâtre de 120 places.
En été, le théâtre organise aussi des représentations dans un amphithéâtre de pein air  d'une capacité de 890 personnes.
Le théâtre organise environ 250 représentations par an, accueillant environ 55 000 spectateurs. 
Le théâtre emploie environ 90 personnes.
En mars 2015, le théâtre municipal de Seinäjoki a été élu théâtre de l'année en Finlande par l'association des théâtres finlandais.
Le théâtre municipal fait partie du centre Aalto, un groupe de bâtiments publics conçus par Alvar Aalto, qui est classé par la direction des musées de Finlande parmi les Sites culturels construits d'intérêt national en Finlande..